# Manning Glacier
Manning Glacier är en glaciär i Antarktis. Den ligger i Östantarktis. Australien gör anspråk på området. Manning Glacier ligger 889 meter över havet.
Terrängen runt Manning Glacier är varierad, och sluttar brant västerut. Trakten är obefolkad. Det finns inga samhällen i närheten.